# Villamilla
Villamilla är ett släkte av kermesbärsväxter. Villamilla ingår i familjen kermesbärsväxter.
Kladogram enligt Catalogue of Life:
| Villamilla | \| \| Villamilla octandra \| \| \| \| \| \| Villamilla racemosa \| \| \| \| |
|            | \| \| Villamilla octandra \| \| \| \| \| \| Villamilla racemosa \| \| \| \| |
|            | Villamilla octandra                                                         |
|            |                                                                             |
|            | Villamilla racemosa                                                         |
|            |                                                                             |